# Freadelpha rex
Freadelpha rex là một loài bọ cánh cứng trong họ Cerambycidae.